# Cala de los Judíos
La cala de los Judíos es una pequeña bahía ubicada en el Cabo de la Huerta en Alicante (España). Se encuentra situada en una zona residencial y tranquila, y destaca por combinar roca y arena y ser de muy reducido tamaño.
También llamada Cala dels Jueus o dels Xodíos o Cala del Martell.